# Paralipsis
Paralipsis är ett släkte av steklar som beskrevs av Arnold Förster 1862. Paralipsis ingår i familjen bracksteklar.
Kladogram enligt Catalogue of Life och Dyntaxa:
| Paralipsis | \| \| Paralipsis eikoae \| \| \| \| \| \| Paralipsis enervis \| \| \| \| |
|            | \| \| Paralipsis eikoae \| \| \| \| \| \| Paralipsis enervis \| \| \| \| |
|            | Paralipsis eikoae                                                        |
|            |                                                                          |
|            | Paralipsis enervis                                                       |
|            |                                                                          |